# Jean-Pierre Munch
Jean-Pierre Munch (* 12. Juni 1926 in Straßburg; † 17. Oktober 1996 ebenda) war ein französischer Radrennfahrer.
Munch war Profi in den Jahren 1951 bis 1955. Sein größter Erfolg blieb der Sieg bei der Radfernfahrt Paris–Nizza im Jahre 1953 noch vor Roger Walkowiak, Roger Bertaz, Maurice Blomme, Jean Bobet und anderen.

## Erfolge
1948
- Platz 3 bei Nancy-Straßburg

1949
- Platz 3 bei Nancy-Straßburg

1951
- Platz 3 in Rouen

1952
- Sieger bei  Nancy-Straßburg

1953
- Platz 3 bei Nancy-Straßburg
- Platz 3 in der ersten Etappe von Paris–Nizza
- Sieger in der 3. und 4. Etappe und Gesamtwertung von Paris–Nizza

1955
- Platz 2 bei Nancy-Straßburg

## Teams
- 1951: La Perle – Hutchinson (Frankreich)
- 1952:  Arliguie – Hutchinson – Faure (Frankreich)
- 1953–1955:  Arliguie – Hutchinson (Frankreich)